# Liftarens guide till galaxen (radioserie)
Liftarens guide till galaxen, var en science fiction-komediserie som sändes i BBC Radio 4 1978–2018. Manuset skrevs av Douglas Adams.
Serien följer engelsmannen Arthur Dents äventyr tillsammans med vännen Ford Prefect, en utomjording som skriver för Liftarens guide till galaxen, en galaktisk encyklopedi och reseguide. Efter att jorden har förstörts i seriens första avsnitt, befinner sig Arthur och Ford ombord på ett stulet rymdskepp som leds av en egendomlig och brokig besättning, bestående av galaxens president Zaphod Beeblebrox, den deprimerade roboten Marvin och Trillian, den enda mänskliga överlevaren efter jordens undergång (förutom Dent).

## Säsonger 1-2
Ett pilotprogram beställdes i mars 1977 och spelades in i slutet av juni samma år. Grönt ljus gavs för en serie på sex avsnitt, dvs fem till, den 31 augusti 1977. Första serien sändes på onsdagskvällar från 8 mars till 12 april 1978. Ett sjunde avsnitt, en "Christmas Special", sändes på julafton samma år. Handlingen hade ingen koppling till julen, men i ett tidigt manusutkast skulle roboten Marvin vara "stjärnan" som de tre vise männen följde.
Avsnitt 7-12 beställdes 1979 och sändes i januari 1980. Avsnitten från den första serien spelades in på nytt för att kunna ges ut på LP-skivor och ljudkassetter och Adams bearbetade även den första serien till en bästsäljande roman 1979. Efter sändningen av en andra radioserie, publicerades en andra roman och den första serien bearbetades om till en tv-serie som sändes 1981. Detta följdes i sin tur av ytterligare tre romaner (1982, 1984 och 1992), ett datorspel och en rad andra produktioner.
I de två första säsongerna spelas Arthur Dent och Ford Prefect av Simon Jones och Geoffrey McGivern. Boken, det vill säga berättarrösten, gjordes av Peter Jones och Bill Wallis spelade Mr Prosser samt Vogon Jeltz. I övriga roller medverkade bland annat Mark Wing-Davey som Zaphod Beeblebrox, Richard Vernon som Slartibartfast, Susan Sheridan som Trillian och Stephen Moore som Marvin.

## Säsonger 3-5
I november 2003, två år efter Adams död och 23 år efter att andra säsongen hade avslutats, utannonserades en radiobearbetning av den tredje romanen i serien, Livet, universum och allting. Adams vän Dirk Maggs valdes att skapa, regissera och producera. Han hade tidigare talat med Adams om potentiella radiobearbetningar av de återstående romanerna i serien 1993 och 1997.
Det nya radioprojektet kom att försenas pga en rättighetstvist med The Walt Disney Company, som hade påbörjat produktionen av Liftarens guide-filmen. Sändningen av den färdiginspelade tredje säsongen försenades från sändning i februari 2004 till september samma år, då man hade räknat med att sända säsongerna fyra och fem, vardera fyra avsnitt baserade på fjärde och femte romanerna, Ajöss och tack för fisken och I stort sett menlös. Dessa kunde äntligen produceras med tvisten avgjord och kom att sändas under maj-juni 2005.
De flesta ännu levande skådespelarna från de två första säsongerna återkom i sina roller. Peter Jones, som spelat "boken"/berättarrösten hade avlidit 2000, Richard Vernon som Slartibartfast hade dött 1997, och David Tate, som gjorde rollen som skeppsdatorn Eddie m fl roller hade dött 1996. Notabelt är att författaren Douglas Adams själv gjorde en postum cameo som figuren Agrajag, inklippt från hans ljudboksinläsning av romanen.

## Säsong 6
8 mars 2018, på dagen 40 år efter det allra första avsnittet, sändes premiäravsnittet av den sjätte säsongen, baserad på den sjätte romanen i serien, Och en grej till..., som Eoin Colfer hade fått i uppdrag att skriva omkring tio år tidigare (och som utgavs på 30-årsdagen av utgivningen av den första romanen i serien).

## Svensk radioserie
Radioteatern sände somrarna 1987 och 1988 översatta bearbetningar av de två säsonger som då fanns, i Sveriges Radio P1. Medverkade gjorde bland annat Sven Wollter som berättaren, Anders Malmberg som  Arthur, Peter Hüttner som Ford, Jessica Zandén som Trillian, Helge Skoog som Zaphod och Ulf Johanson som Marvin. I andra säsongen tog Ernst Günther över rollen som berättaren, och Tomas Pontén rollen som Ford.